# FC Nuremberg II
El 1. FC Nürnberg II es un club de fútbol alemán de la ciudad de Núremberg en Baviera. Fue fundado en 1955 y juega en la Regionalliga Bayern.

## Palmarés
- Landesliga Bayern-Mitte (3): 1965, 1980, 1984
- 2nd Amateurliga Mittelfranken Süd (2): 1955, 1963
- Mittelfranken Cup (3): 1995, 2001, 2006

## Entrenadores
- Jenö Vincze (1964-1966)
- Hannes Baldauf (1987-1989)
- Reinhold Hintermaier (1992-1993)
- Wolfgang Sandhowe (1995-1996)
- Ioan Pal (1996-1997)
- Dieter Nüssing (1998-2002)
- Alois Reinhardt (2002-2004)
- Peter Zeidler (2005-2007)
- René Müller (2007-2011)
- Pellegrino Matarazzo (2011)
- Michael Wiesinger (2011-2013)
- Dieter Nüssing (2013)
- Michael Wimmer (2013)
- Roger Prinzen (2013-)